# Gostiuchinskij karjer
Gostiuchinskij karjer, także 262 km (ros. Гостюхинский карьер, 262 км) – przystanek kolejowy w miejscowości Gostiuchinskogo karjera, w rejonie kowrowskim, w obwodzie włodzimierskim, w Rosji. Położony jest na nowym szlaku Kolei Transsyberyjskiej.